# 阿列克谢·叶廖缅科

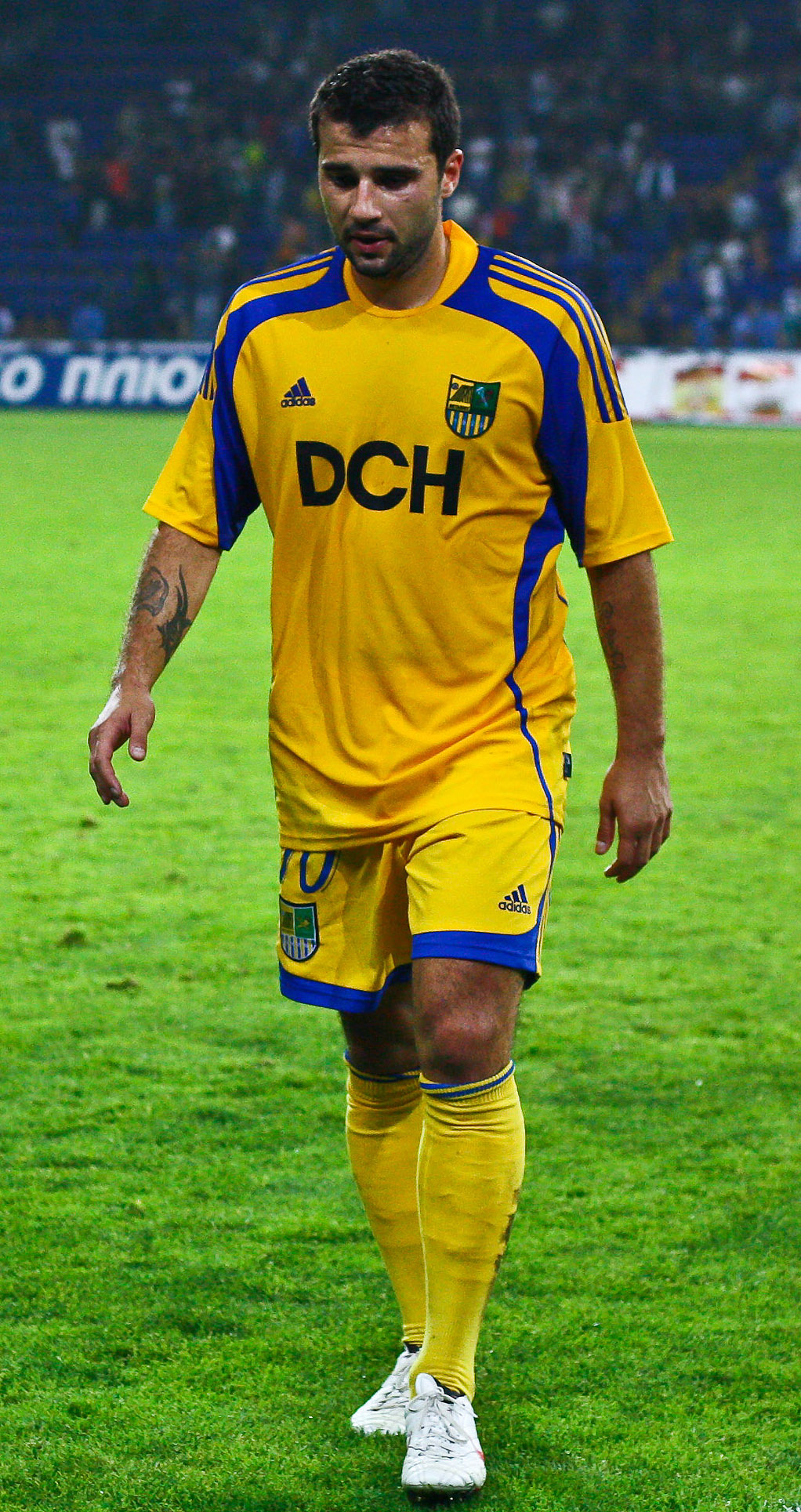
叶廖缅科于2009年

阿列克谢伊·叶廖缅科（俄语：Алексей Алексеевич Ерёменко；1983年3月24日—）是一位出生在俄羅斯的芬蘭足球運動員。在場上的位置是攻擊型中場。他現在效力於蘇格蘭足球超級聯賽球隊基爾馬諾克足球俱樂部。他也代表芬蘭國家足球隊參賽。